# Ведьмин колодец (Эдинбург)
«Ведьмин колодец» (англ. The Witches' Well) — памятник жертвам охоты на ведьм в Эдинбурге (Шотландия), созданный по проекту Джона Дункана в 1894 году.
Бронзовый мемориал в виде питьевого фонтанчика, прикрепленного к стене, расположен на Замковой скале, в нижнем конце эспланады перед Эдинбургским замком, неподалёку от места, где в 1479—1722 годах сожгли на кострах более 300 женщин, обвинённых в колдовстве (по данным исследователей из Эдинбургского университета, около 32 % приговоров по такому обвинению, вынесенных в Шотландии, пришлось на Лотиан и, в том числе, на Эдинбург).

## Описание
Основу мемориала составляет настенный бронзовый рельеф, на котором изображены наперстянка (растение, которое может служить как лекарством, так и ядом в зависимости от дозы) и обвитые змеёй головы Гигиеи (древнегреческой богини здоровья) и её отца Асклепия (бога врачевания).
В верхнем левом и нижнем правом углах выбиты римские цифры MCCCLXXIX и MDCCXXII, обозначающие период с 1479 по 1722 годы, на который пришлось большинство судебных процессов над ведьмами в Шотландии. В нижнем левом углу указаны инициалы Джона Дункана и год создания памятника: 18 (JD) 94. Под головой змеи располагается отверстие питьевого фонтанчика (в наши дни не работающего).
Боковые стороны бронзового ящика для растений, прикреплённого к нижней части рельефа, украшены изображениями деревьев, врачующих рук, держащих чашу с лекарством, и пары глаз, символически отсылающей к поверьям о сглазе.
Оригинальный деревянный макет «Ведьмина колодца» размерами 45 х 48,3 х 8 см, изготовленный около 1894 года, хранится в Городском центре искусств Эдинбурга (инвентарный номер CAC10/1983).

##### Мемориальная табличка и надпись
На стене над фонтанчиком укреплена мемориальная табличка с надписью:
Этот фонтан работы Джона Дункана, члена Королевской шотландской академии, установлен неподалёку от места гибели многих ведьм, сожжённых на кострах. Две головы — свирепая и безмятежная — служат символами того, что некоторые из этих женщин использовали свои необычные познания в дурных целях, а некоторые желали людям только добра и пострадали безвинно. Символика змея двойственна: он олицетворяет зло и, в то же время, мудрость. Наперстянка — еще один символ того, что многие привычные вещи могут служить как во зло, так и во благо.

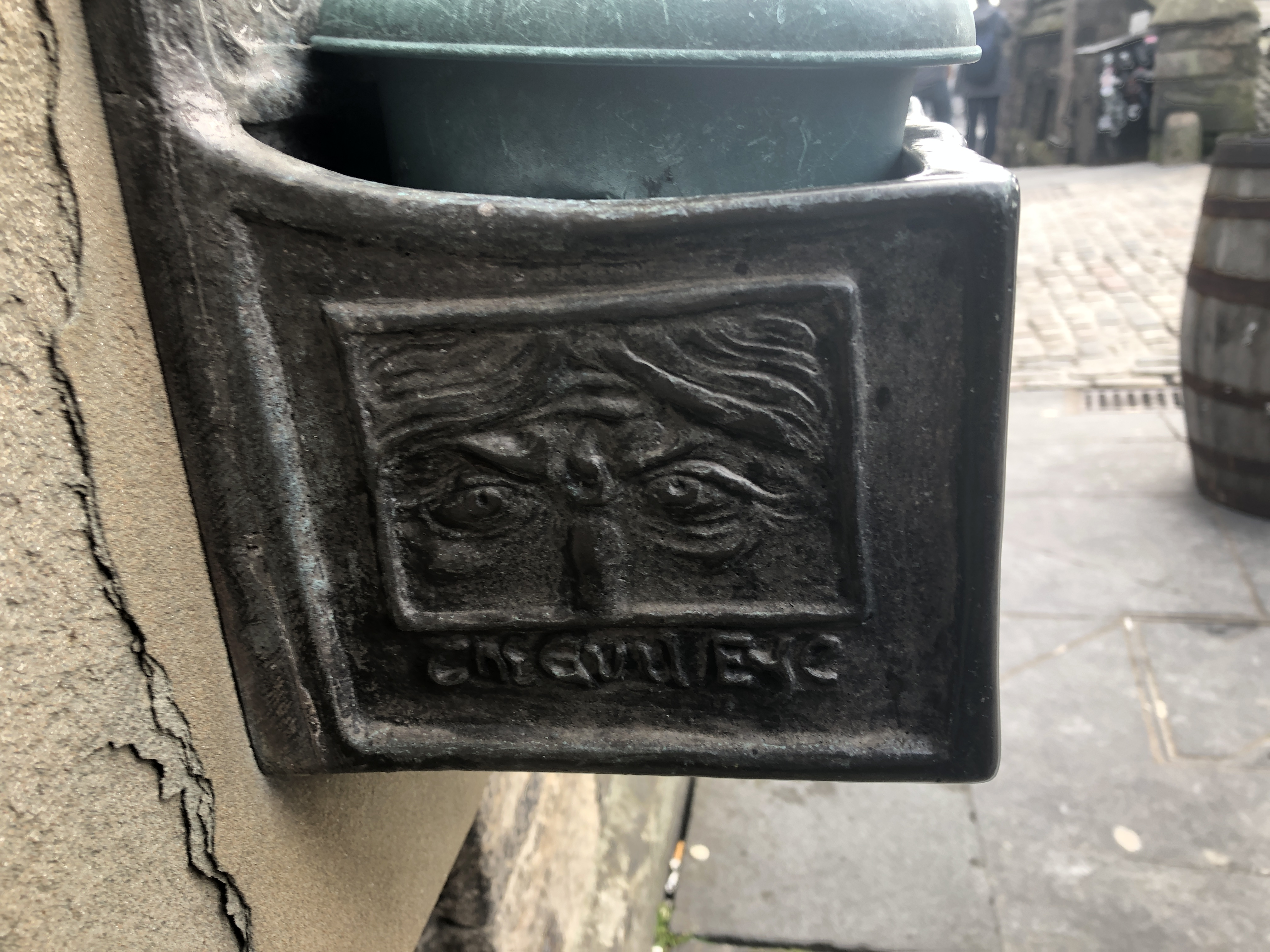
Дурной глаз (деталь рельефа)
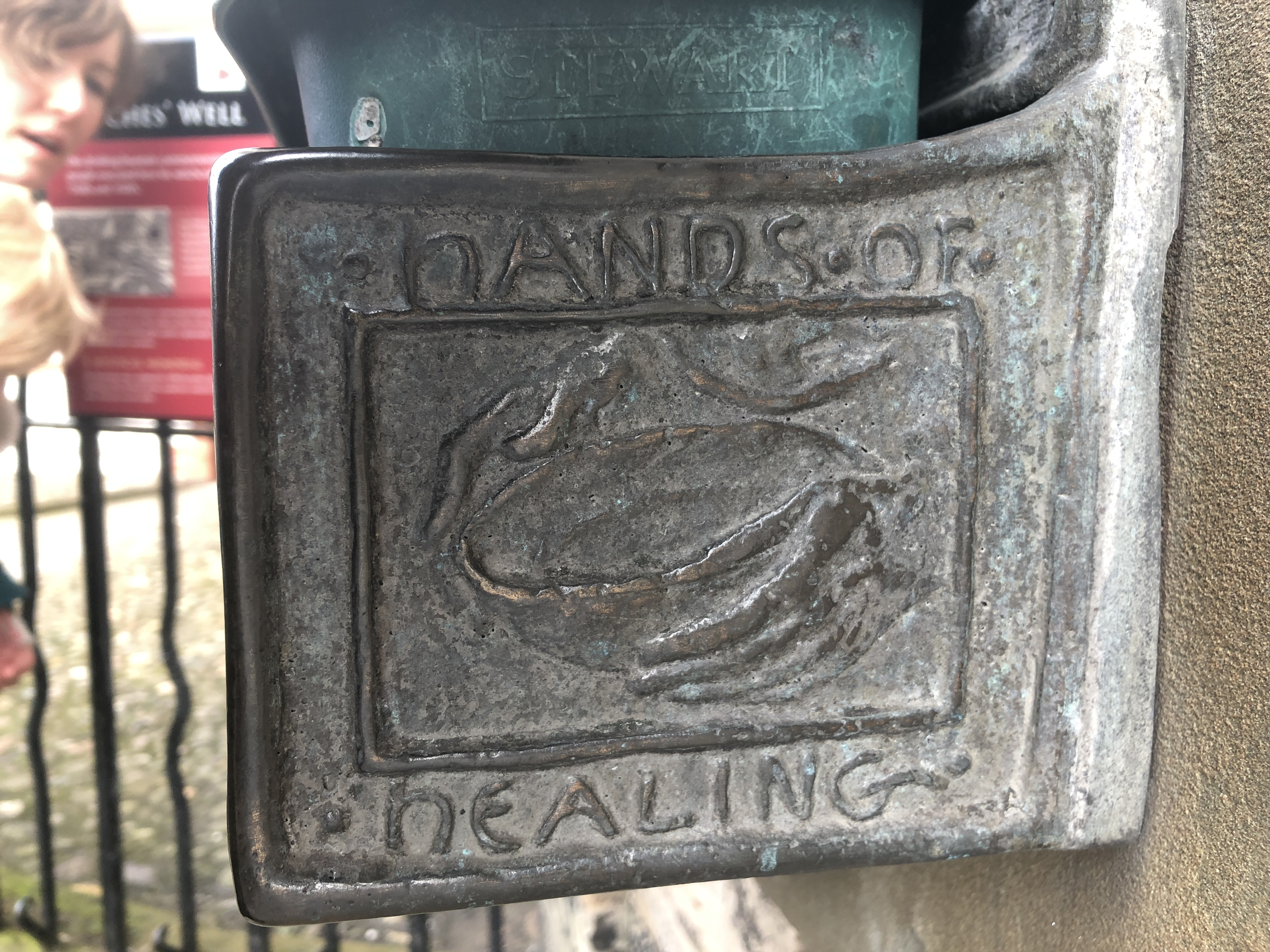
Врачующие руки (деталь рельефа)
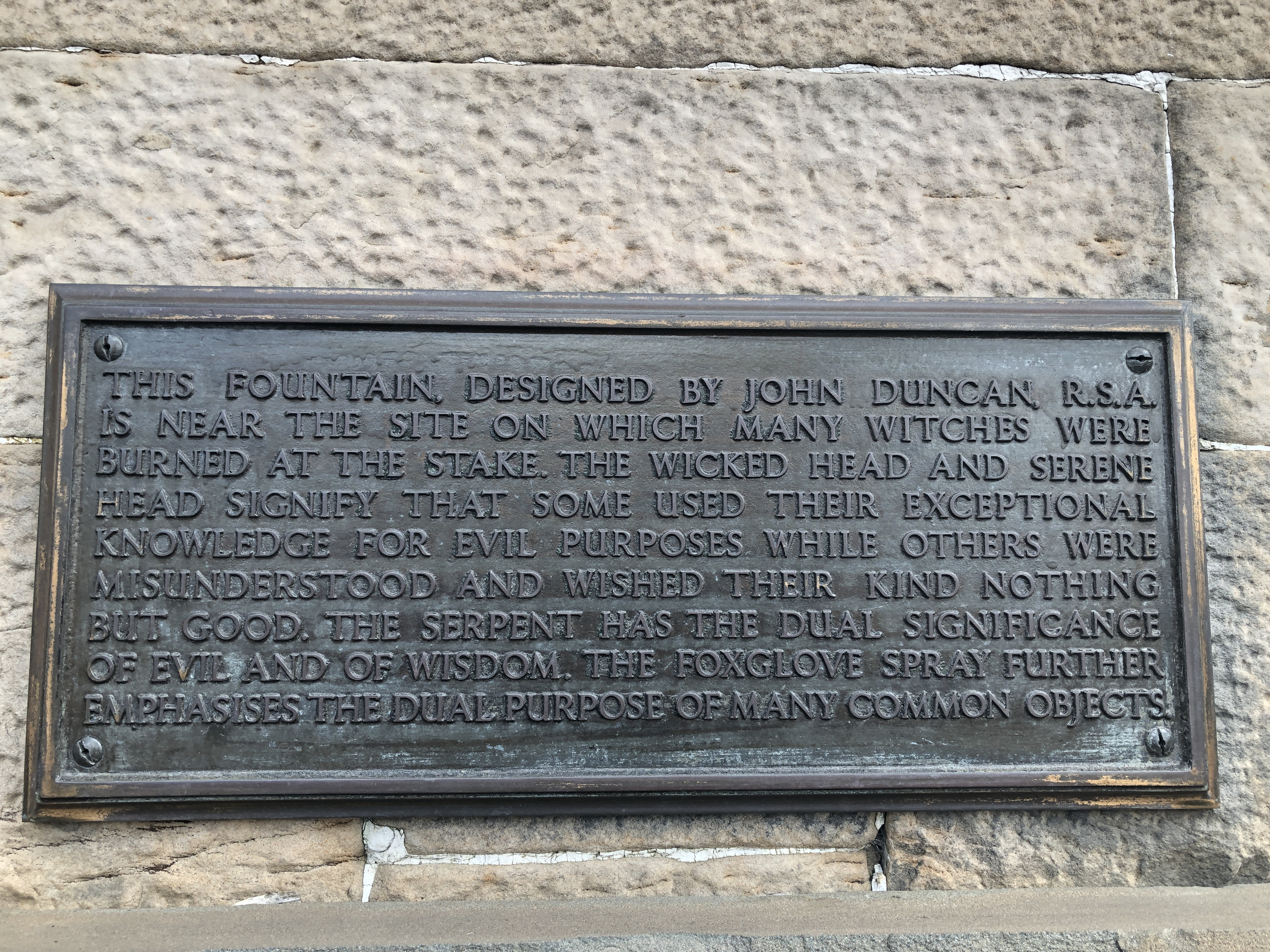
Мемориальная табличка

## История
Проект мемориала был разработан шотландским художником Джоном Дунканом по заказу Патрика Геддеса в 1894 году. Табличка с надписью была изготовлена Дунканом в 1896 году и добавлена к мемориалу в 1912 году.
Место для установки «Ведьмина колодца» было выбрано в символическом соответствии с его названием: здание 1851 года, на стене которого укреплён мемориал, вплоть до 1992 года служило главным водохранилищем Эдинбурга, собирая питьевую воду из Комистонских источников. До 1851 года на этом месте стояло здание старого водохранилища, которое было сооружено в XVII веке. Известно, что в 1674 году оно обеспечивало распределение воды по двенадцати городским колодцам (вода поступала с расположенных неподалёку от Эдинбурга Пентландских холмов). В 1992 году водохранилище прекратило свою работу, а в 1996 году здание было переоборудовано в фабрику по производству тартанов.

### Новейшие инициативы
Во втором десятилетии XXI века стали появляться предложения о создании нового мемориала шотландским ведьмам. В 2016 году комиссия Всемирного наследия ЮНЕСКО призвала создать новый памятник жертвам эдинбургских процессов по делам о колдовстве, а в 2017 году с инициативой по созданию памятника жертвам охоты на ведьм в Шотландии выступили доктор Джулиан Гудейр (Julian Goodare) из Эдинбургского университета и профессор Линн Абрамс (Lynn Abrams) из Университета Глазго. В 2019 году доктор Гудейр и Луиза Йоманс (Louise Yeomans) повторно внесли то же предложение в качестве руководителей исследовательского проекта Ведовство в Шотландии, тесно сотрудничающего с базой Викиданные. Активисты сообщества «Ведьмы Шотландии» (Witches of Scotland), действующего с 8 марта 2020 года, также добиваются установки национального памятника пострадавшим от гонений на ведьм. По словам юриста Клэр Митчелл, активной участницы этого движения, «[н]ациональный мемориал нужен для того, чтобы у нас было что-то физическое, чтобы не только жители Шотландии, но и гости, приезжающие в Шотландию, могли знать об этой части шотландской истории и о том, как она повлияла на женщин».